# Уго Кавальєро
Граф Уго Кавальєро (італ. Ugo Conte Cavallero; 20 жовтня 1880, Казале-Монферрато, Королівство Італія — 13 вересня 1943, Фраскаті, Італійська соціальна республіка) — італійський військовий діяч часів фашизму, маршал Італії (1942), член Національної фашистської партії, сенатор. Учасник деяких військових конфліктів, у яких брало участь Королівство Італія. Під час Другої світової війни очолював Генеральний штаб Італії, але після падіння режиму Муссоліні відмовився співпрацювати з нацистами, що привело до його смерті.

## Ранні роки
Уго Кавальєро народився 20 жовтня 1880 року в Казале-Монферрато, що в регіоні П'ємонт. Закінчивши школу, він вступив до Військової академії Модени, по завершенню якої почав військову службу. 1900 року він отримав звання молодшого лейтенанта та був призначений до 59-о піхотного полку. У 1903 році Кавальєро став лейтенантом, а через рік почав викладати у військовій школі Парми. Пізніше Уго навчався у школі для офіцерів, закінчивши яку перевівся до Генерального штабу.
У 1911 році Кавальєро відправився до Африки, де брав участь в італійсько-турецькій війні у складі 34-о піхотного полку. У лютому 1912 року він отримав звання капітана та перевівся до штабу 1-ї дивізії, яка дислокувалася в Лівії. 16 травня 1913 року Кавальєро повернувся до Італії та отримав призначення до 1-о альпійського полку. 
24 травня 1915 року Уго був підвищений до майора та знову перевівся до Генерального штабу. У жовтні 1916 року став кавалером Савойського військового ордену. 31 травня 1917 року став підполковником, а невдовзі — полковником. Відзначився у битві при Капоретто. Після цього обійняв посаду начальника оперативного управління при Генеральному штабі, що зблизило його з генералом Бадольйо. Пізніше Кавальєро особисто брав участь у плануванні битв при П'яве та Вітторіо-Венето, завдяки чому став офіцером Савойського військового ордену. 

## Між світовими війнами
У 1919 році Кавальєро входив до складу італійської делегації на переговорах у Версалі. Наступного року він полишив службу в армії та став генеральним директором компанії Pirelli. З травня 1925 року він обіймав посаду заступника воєнного міністра Італії. З 1926 року він був сенатором Італії. 1927 року, надалі перебуваючи на цивільній службі, отримав звання дивізійного генерала. У листопаді 1928 року Кавальєро звільнили з посади в Міністерстві після сварки з П'єтро Бадольйо. 
Саме Кавальєро представляв Італію на переговорах щодо скорочення та обмеження озброєнь. В 1936 році Уго отримав звання генерала армії, а в листопаді 1937 року повернувся на військову службу, очоливши окупаційні війська у Італійській Східній Африці та обіймаючи цю посаду до весни 1939 року, коли змушений був звільнитися через конфлікт із Амадеєм Савойським. 

## Друга світова війна
У березні 1940 року Кавальєро повернувся до Італії та очолив комісію, призначену забезпечувати виконання Сталевого пакту з Третім Рейхом. 

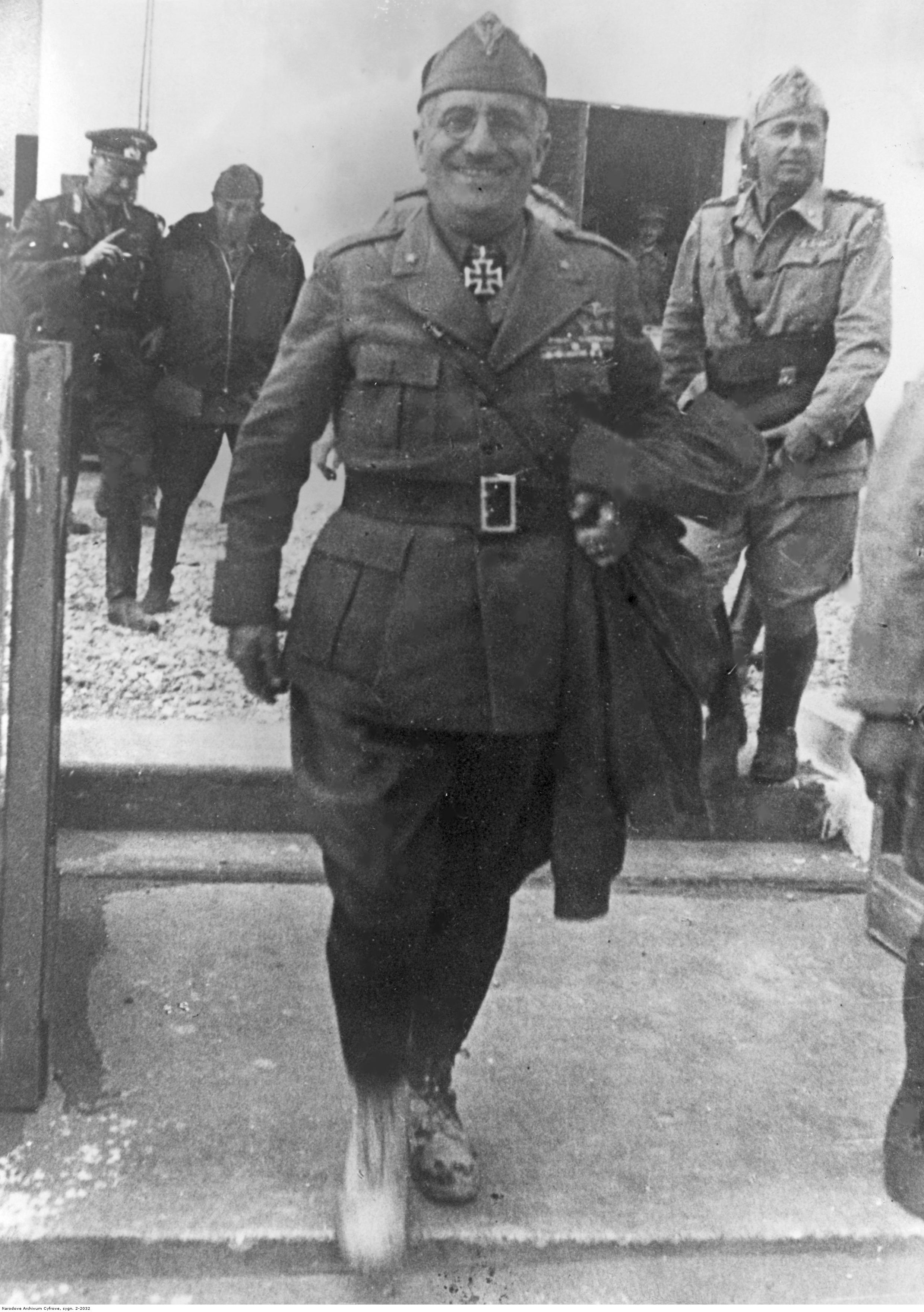
Уго Кавальєро у 1941 році

З 5 грудня 1940 року Кавальєро обіймав посаду начальника Генерального штабу Італії, змінивши П'єтро Бадольйо. Декілька разів він особисто відправлявся на фронт під час війни з Грецією, фактично перейнявши командування італійськими частинами на Балканах та тимчасово передавши повноваження начальника Генерального штабу генералу Гуццоні. У січні 1941 року грецька армія почала контрнаступ на позиції італійців, покликаний прорвати їх позиції, проте Кавальєро вдалося зупинити ці атаки Папагоса.
У квітні 1941 року Кавальєро з допомогою німців розбив греків, успішно завершивши Балканську кампанію.
У травні 1941 року Кавальєро повернувся до Риму, знову перейнявши на себе керування Генеральним штабом Королівської італійської армії. Він не протестував проти пропозиції Беніто Муссоліні відправити італійські війська на фронт із СРСР, що невдовзі призвело до негативних наслідків: усе більше солдатів відправляли на Східний фронт, найбільш сучасну зброю перекидали саме туди, внаслідок чого почалася криза з озброєнням у військ, задіяних у кампанії в Африці. Він декілька десятків разів відвідував тамтешній театр бойових дій та ініціював операцію із захоплення Мальти, вважаючи, що лише після окупації острова проблема з постачанням провіанту та припасів до Африки вирішаться. Проте сам Гітлер дав дозвіл на проведення цієї операції лише восени 1942 року після особистої зустрічі з Муссоліні та Уго, коли було вже занадто пізно.
1 липня 1942 року Кавальєро отримав звання маршала Італії. 

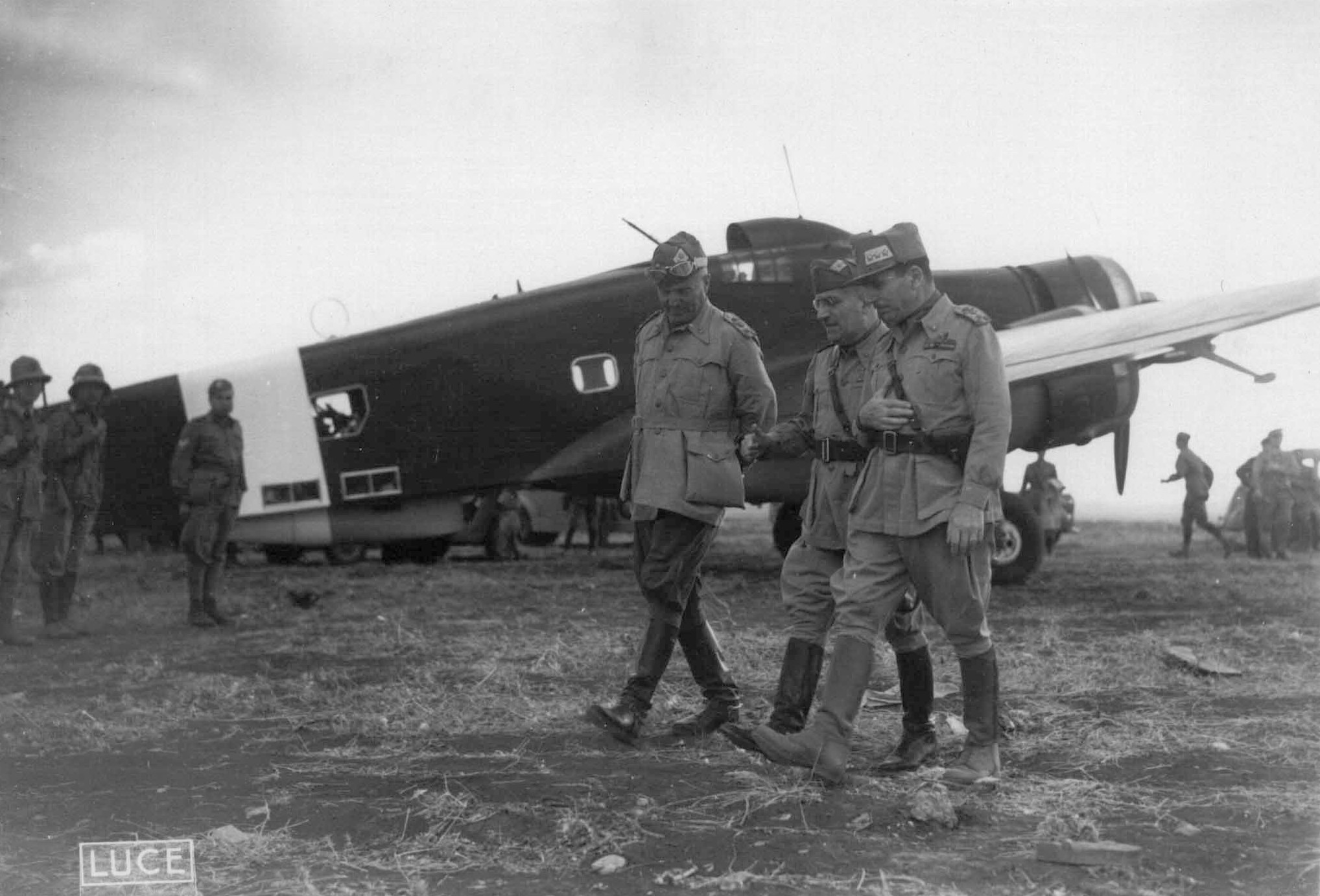
Уго Кавальєро та Етторе Бастіко в Лівії, 1942 рік

Після поразки італо-німецьких військ у битві при Ель-Аламейні та висадки американців в Африці Кавальєро намагався забезпечити евакуацію італійців із Лівії та створити плацдарму в Тунісі. Наприкінці січня 1943 року його звільнили з посади очільника Генерального штабу Італії та призначили замість нього Вітторіо Амброзіо. 

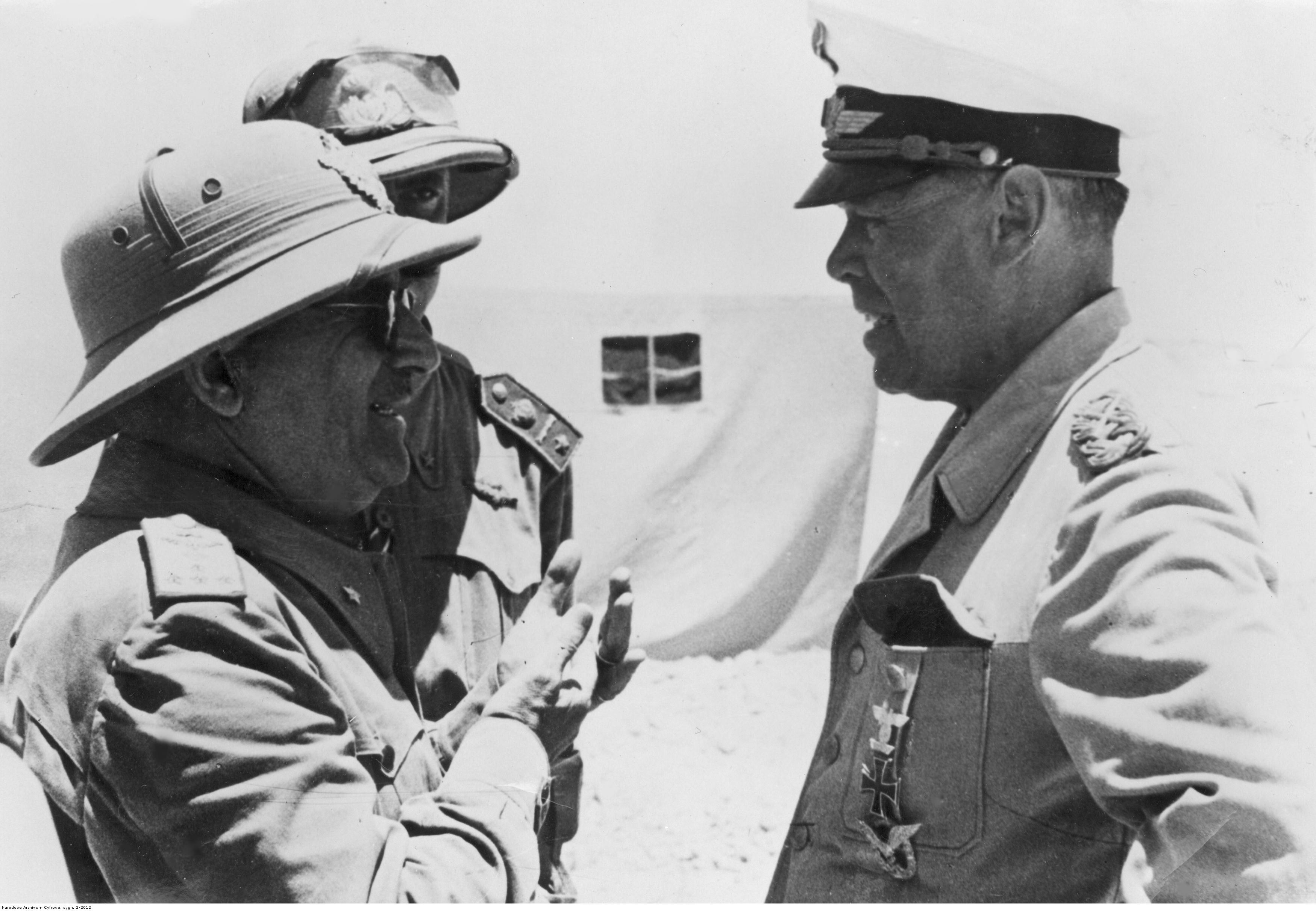
Кавальєро та генерал-фельдмаршал Альберт Кессельрінг (праворуч)

Після звільнення Беніто Муссоліні з посади очільника уряду Кавальєро був заарештований за наказом Бадольйо, який звинувачував свого колегу у підготовці державного перевороту проти новоствореного уряду. Завдяки статусу сенатора Уго вдалося уникнути каторги, проте невдовзі його знову затримали. Він писати листи, у яких пояснював, що планував організувати переворот проти самого Муссоліні та повністю підтримує дії нового уряду. 
Після захоплення Риму німцями Кавальєро було звільнено та перевезено до Фраскаті, де генерал-фельдмаршал Кессельрінг запропонував Уго співпрацю з нацистами. Так йому пропонували очолити армію Італійської соціальної республіки. Проте Кавальєро відмовився взяти на себе цю роль. Коли наступного дня Кессельрінг під час застілля виголосив тост за нового командувача армії, Кавальєро виголосив тост за здоров'я короля. 
14 вересня 1943 року Кавальєро був знайдений мертвим із вогнепальною раною на правому віску (хоча сам маршал був шульгою). Тіло знайшли в маєтку Кессельрінга, який був хорошим другом Уго, проте в той період часу якраз перебував у Мюнхені. Тому версії про причину смерті Уго розходяться. Так одна з них говорить про самогубство, інша — про вбивство агентами німецьких сспецслужб. 

## Нагороди
- Пам'ятна медаль італійсько-турецької війни 1911—1912
- Медаль «За військову доблесть» (Італія)
  - Бронзова (1913)
  - Срібна (грудень 1938)
- Орден Корони Італії
  - Кавалер (4 червня 1914)
  - Офіцер (29 грудня 1918)
  - Командор (8 серпня 1920)
  - Великий офіцер (18 грудня 1921)
- Орден Святих Маврикія та Лазаря
  - Кавалер (13 вересня 1917)
  - Офіцер (21 вересня 1921)
  - Командор (11 червня 1925)
- Хрест «За військові заслуги» (Італія)
- Савойський військовий орден
  - Кавалер (12 або 24 серпня 1916)
  - Офіцер (27 червня 1917)
- Кавалер Колоніального ордена Зірки Італії (3 квітня 1924)
- Пам'ятна медаль італо-австрійської війни 1915—1918
- Пам'ятна медаль об'єднання Італії
- Медаль Перемоги (Велика Британія)
- Хрест «За вислугу років» (Італія) із королівською короною для офіцерів — за 40 років служби.
- Кавалер Великого хреста магістра Мальтійського ордену (28 травня 1927)
- Великий офіцер ордена Білого лева (Чехословаччина) (31 січня 1928)
- Відзнака за військові заслуги (15 травня 1940)
- Великий хрест ордена Заслуг німецького орла з мечами (Третій Рейх) (листопад 1941)
- Залізний хрест 2-го і 1-го класу (Третій Рейх)
- Лицарський хрест Залізного хреста (Третій Рейх) (14 лютого 1942)